# بيركهولدرية قشرية
بيركهولدرية قشرية (الاسم العلمي: Burkholderia glumae) هي نوع من البكتيريا، سلبية الغرام، تتبع جنس البيركهولدرية.